# تلمبة دويست و شش (نغار بردسير)
تلمبة دويست وشش (بالفارسية: تلمبه 206) هي مستوطنة تقع في إيران في كرمان. يقدر عدد سكانها بـ 68 نسمة بحسب إحصاء 2016.